# 特定有害廃棄物等の輸出入等の規制に関する法律
特定有害廃棄物等の輸出入等の規制に関する法律（とくていゆうがいはいきぶつとうのゆしゅつにゅうとうのきせいにかんするほうりつ、平成4年12月16日法律第108号）は、バーゼル条約に関する国内法である。バーゼル法とも呼ばれる。
特定有害廃棄物の運搬、輸出入の制限、処理などを規制するための法律。

## 目的
この法律は、有害廃棄物の国境を越える移動及びその処分の規制に関するバーゼル条約等の的確かつ円滑な実施を確保するため、特定有害廃棄物等の輸出、輸入、運搬及び処分の規制に関する措置を講じ、もって人の健康の保護及び生活環境の保全に資することを目的とする（第1条）。

## 内容

### 輸出
- 特定有害廃棄物等（有価物も対象とする）の輸出には、外国為替及び外国貿易法第48条第3項に基づく承認が必要
- 環境大臣は環境の汚染を防止するために必要な措置が講じられているかどうかを確認
- 特定有害廃棄物等を運搬する場合には輸出移動書類を携帯する

### 輸入
- 特定有害廃棄物等の輸入には、外国為替及び外国貿易法第52条に基づく承認が必要
- 環境大臣は環境の汚染を防止するために必要がある場合は意見を述べることができる
- 特定有害廃棄物等を運搬・処分する場合には輸入移動書類を携帯する

## 制定の背景
1970年代から1980年代にかけて、有害な廃棄物が先進国から開発途上国へ輸出され、不法に投棄され、環境汚染が発生したり、船からの荷揚げを拒否されたりする事件が多発した。これらは、規制が緩く安価な処理費用ですむ開発途上国へ有害廃棄物を輸出するために起こった事件である。このようなことから、有害廃棄物の越境移動問題は、地球的規模での対応が必要な問題であるという認識が強まり、1989年に国連環境計画（UNEP）を中心として、有害廃棄物の国境を越える移動及びその処分の規制に関するバーゼル条約が採択され、1992年に発効した。
日本では、1992年に本法を制定し、1993年にバーゼル条約に加盟している。

## 改正
平成29年（2017年）6月16日公布、平成30年（2018年）10月1日施行
- 特定有害廃棄物等の範囲見直し

輸出先国で条約上の有害廃棄物とされている物についても特定有害廃棄物等として輸出承認を要件化し、規制対象物を法的に明確化
途上国からの再生利用等に適した廃電子基板等の輸入について輸入承認を不要となるよう規制対象物の範囲を見直し
- 特定有害廃棄物等の輸出に係る規制の適正化

輸出先の環境汚染防止措置について環境大臣が確認する事項を明確化
- 特定有害廃棄物等の輸入に係る認定制度の創設・輸入手続緩和

輸入事業者及び再生利用等事業者の認定制度を創設
認定輸入事業者が認定再生利用等事業者による再生利用等のために特定有害廃棄物等の輸入を行う際の輸入承認が不要